# Majowy Wyścig Klasyczny-Lublin
La Majowy Wyścig Klasyczny-Lublin va ser una cursa ciclista d'un dia que es disputava a Lublin (Polònia). Es va crear el 2000 i el 2005 va entrar al calendari de l'UCI Europa Tour. El 2008 va ser la seva última edició.

## Palmarès
| Any       | Vencedor           | Segon              | Tercer               |
| --------- | ------------------ | ------------------ | -------------------- |
| 2000      | Piotr Chmielewski  | Marcin Lewandowski | Slawomir Chrzamowski |
| 2001      | Piotr Przydział    | Zbigniew Piatek    | Piotr Chmielewski    |
| 2002      | Oleksandr Klymenko | Bogdan Bondariew   | Robert Radosz        |
| 2003      | Piotr Mazur        | Oleksandr Klymenko | Slawomir Chrzamowski |
| 2004      | Piotr Przydział    | Wojciech Pawlak    | Lukasz Podolski      |
| 2005      | Cezary Zamana      | Wojciech Pawlak    | Ondrej Fadrny        |
| 2006-2007 | no disputat        | no disputat        | no disputat          |
| 2008      | Mateusz Mróz       | Marek Rutkiewicz   | Dariusz Baranowski   |